# Oruza
Oruza là một chi bướm đêm thuộc họ Erebidae.

## Loài
- Oruza albigutta Wileman, 1914
- Oruza albocostaliata Packard, 1876
- Oruza albocostata Druce, 1899
- Oruza atriapicata Hampson, 1910
- Oruza bipunctata Warren, 1913
- Oruza cariosa Lucas, 1894
- Oruza cervinipennis Warren, 1913
- Oruza chalcogramma Bryk, 1949
- Oruza chionocraspis Hampson, 1918
- Oruza costaloides Poole, 1983
- Oruza costata Walker, 1862
- Oruza crocodeta Turner, 1903
- Oruza dasycara Prout, 1926
- Oruza discisigna Warren, 1913
- Oruza divisa Walker, 1862
- Oruza dolichognatha Hampson, 1918
- Oruza dorsinotata Warren, 1913
- Oruza doto Schaus, 1914
- Oruza glaucotorna Hampson, 1910
- Oruza inclinata Berio, 1963
- Oruza kavatcha Holloway, 1979
- Oruza kuehni Warren, 1913
- Oruza lacteicosta Hampson, 1898
- Oruza latifera Walker, 1869
- Oruza leucocraspia Hampson, 1910
- Oruza leucostigma Turner, 1945
- Oruza lithochroma Turner, 1929
- Oruza maerens Turner, 1936
- Oruza megalospila Turner, 1933
- Oruza microstigma Warren, 1913
- Oruza mira Butler, 1879
- Oruza morma Swinhoe, 1901
- Oruza narabuta Holloway, 1979
- Oruza obliquaria Marumo, 1936
- Oruza particolor Warren, 1913
- Oruza rectangulata Warren, 1913
- Oruza rectilineata Hampson, 1910
- Oruza rufata Warren, 1913
- Oruza rufiplaga Bethune-Baker, 1906
- Oruza rupestre Fryer, 1912
- Oruza semilux Walker, 1865
- Oruza seminivea Warren, 1913
- Oruza sordida Wileman & West, 1929
- Oruza stragulata Pagenstecher, 1900
- Oruza submira Sugi, Sugi, Kuroko, Moriuti & Kawabe, 1982
- Oruza unipuncta Warren, 1913
- Oruza xanthoptera Hampson, 1902
- Oruza yoshinoensis Wileman, 1911